# ارژی پارتوش
اِرژی پارتوش (مجاری: Pártos Erzsi؛ ‏ ۲ آوریل ۱۹۰۷ – ۱۸ آوریل ۲۰۰۰) بازیگر اهل مجارستان بود.
از فیلم‌ها یا مجموعه‌های تلویزیونی که وی در آن‌ها نقش داشته‌است، می‌توان به یانوش پهلوان و تیلز، بلای جان گربه‌ها اشاره نمود.